# Tom Brown (Schauspieler)

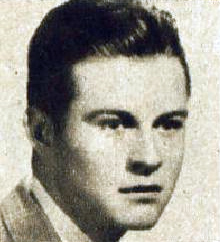
Tom Brown (1932)

Thomas „Tom“ Edward Brown (* 6. Januar 1915 in New York City; † 3. Juni 1990 in Woodland Hills, Los Angeles, Kalifornien) war ein US-amerikanischer Schauspieler.

## Leben und Karriere
Tom Brown wurde als Sohn des Vaudeville-Darstellers Harry Brown und dessen Frau, der Musical-Darstellerin Marie Brown, geboren. Brown modelte bereits als Kind für Buster Brown und Buick. Seine erste Rolle spielte Brown 1924 im Stummfilm The Hoosier Schoolmaster. Seinen ersten Tonfilm drehte er 1929: The Lady Lies. In den 1930er-Jahren war Brown ein populärer Darsteller von jugendlichen Liebhabern in Komödien oder Liebesfilmen, beispielsweise 1934 als Gilbert Blythe in der Literaturverfilmung Anne of Green Gables nach dem gleichnamigen Roman von Lucy Maud Montgomery. Im selben Jahr war er auch in der Rolle eines jungen Anwalts in John Fords Komödie Judge Priest an der Seite von Will Rogers zu sehen.
Als Brown in den 1940er-Jahren für seine jugendlichen Rollen zu alt wurde, spielte er vor allem in zahlreichen B-Movies. Im Zweiten Weltkrieg trat Brown der US-Armee bei und diente als Fallschirmspringer. Im Koreakrieg kämpfte er in der 40. Infanterie-Division. Er verließ die Armee im Rang eines Oberstleutnants. Ab den 1950er-Jahren absolvierte Brown auch viele Gastauftritte in erfolgreichen Fernsehserien wie Lassie, Perry Mason, Die Unbestechlichen, General Hospital und Zeit der Sehnsucht. In der Serie Rauchende Colts spielte er fünfzehn Jahre lang in einer wiederkehrenden Rolle den Rancher Ed O’Connor. Seinen letzten Auftritt hatte er 1979 in der Fernsehserie Die Jeffersons.
Der Schauspieler war zweimal verheiratet, beide Ehen wurden geschieden. Aus der zweiten Ehe hatte er drei Kinder. Brown erhielt einen Stern auf dem Hollywood Walk of Fame, 1648 Vine Street. Er starb 1990 im Alter von 77 Jahren in Woodland Hills an Krebs.

## Filmografie (Auswahl)
- 1924: The Hoosier Schoolmaster
- 1929: The Lady Lies
- 1932: Tom Brown of Culver
- 1933: Central Airport
- 1933: Ein Stück vom Mond (Three-Cornered Moon)
- 1933: Destination Unknown
- 1934: Anne of Green Gables
- 1934: Judge Priest
- 1935: Black Sheep
- 1935: Sein letztes Kommando (Annapolis Farewell)
- 1937: Seekadetten (Navy Blue and Gold)
- 1937: Maienzeit (Maytime)
- 1938: Chicago (In Old Chicago)
- 1938: Wie leben wir doch glücklich! (Merrily We Live)
- 1939: Sergeant Madden
- 1942: Let’s Get Tough!
- 1942: There’s One Born Every Minute
- 1942: Youth on Parade
- 1945: The House on 92nd Street
- 1947: Zwei trübe Tassen – vom Militär entlassen (Buck Privates Come Home)
- 1949: Rache im Ring (Ringside)
- 1950: Operation Haylift
- 1954: Rocky Jones, Space Ranger (Fernsehserie, 2 Folgen)
- 1954–1957: The Lone Ranger  (Fernsehserie, 3 Folgen)
- 1957: The Quiet Gun
- 1957: Corky und der Zirkus (Circus Boy; Fernsehserie, 1 Folge)
- 1958: The Notorious Mr. Monks
- 1959–1960: Mr. Lucky (Fernsehserie, 21 Folgen)
- 1959/1961: Peter Gunn (Fernsehserie, 2 Folgen)
- 1959–1974: Rauchende Colts (Gunsmoke; Fernsehserie, 14 Folgen)
- 1961: 77 Sunset Strip (Fernsehserie, 1 Folge)
- 1962: Die Unbestechlichen (The Untouchables; Fernsehserie, 1 Folge)
- 1966: Mister Roberts (Fernsehserie, 2 Folgen)
- 1969: Cutter duldet keinen Mord (Cutter's Trail; Fernsehfilm)
- 1970: High Chaparral (Fernsehserie, 1 Folge)
- 1975/1979: Die Jeffersons (Fernsehserie, 2 Folgen)